# Kasteelbrug
De Kasteelbrug is een brug in centrum van de Belgische stad Kortrijk. De brug overspant de rivier de Leie en verbindt de Reepkaai met de Vismarkt. De Kasteelbrug is vernoemd naar het vroegere Bourgondisch Kasteel van Kortrijk dat hertog Filips de Stoute van Bourgondië liet bouwen in 1394 op deze locatie.
De Kasteelbrug is een vrij recente brug van het eind van de 20ste eeuw en verzorgt een verbinding tussen de Rijselsewijk en de Budawijk met het Onze-Lieve-Vrouw Hospitaal. Op heden bevinden zich naast de Kasteelbrug aanlegsteigers voor plezierboten.
Broelbrug · Budabrug · Brug over Sluis 11 · Collegebrug · Dambrug · De Drie Duikers · Gentbrug · Gerechtshofbrug · Groeningebrug · Kalkovenbrug · Kasteelbrug · Leiebrug · Luipaardbrug · Noordbrug · Overzetwegbrug · Reepbrug · Ronde van Vlaanderenbrug · Spoorwegbrug Kanaal · Viaduct R8 (Harelbeke) · Viaduct R8 (Marke) · Viaduct R8 (Stasegem)